# Allan Frewin Jones
Allan Frewin Jones (Londen, 30 april 1954) is een Brits schrijver. Hij hanteert vele schrijverspseudoniemen, waaronder Fiona Kelly, A F Jones, Frewin Jones, Damien Graves, Adam Blade, Nick Shadow en Allan Jones. Hij is auteur van meer dan negentig jeugd- en kinderboeken.
Onder de alias Sam Hutton heeft hij 6 boeken geschreven van de serie Special Agents, vertaald als Geheim agenten.
- Biblioteca Nacional de España: XX982375
- Bibliothèque nationale de France: cb133415387 (data)
- CiNii: DA18732778
- Gemeinsame Normdatei: 142101230
- International Standard Name Identifier: 0000 0001 0830 6555
- Library of Congress Control Number: n97089509
- Bibliotheek van het Japanse parlement: 01056511
- Nationale Bibliotheek van Tsjechië: xx0036952
- Nationale Bibliotheek van Polen: a0000002770567
- Nederlandse Thesaurus van Auteursnamen: 229496555
- LIBRIS: 191893
- Système universitaire de documentation: 192604708
- Trove: 876748
- Virtual International Authority File: 69591159
- WorldCat: E39PBJw4wH4dvWR3TTH3QVRMyd